# Villoruebo
Villoruebo es una localidad y un municipio situados en la provincia de Burgos, comunidad autónoma de Castilla y León (España), comarca de La Demanda, partido judicial de Salas de los Infantes, cabecera del ayuntamiento de su nombre.

## Geografía

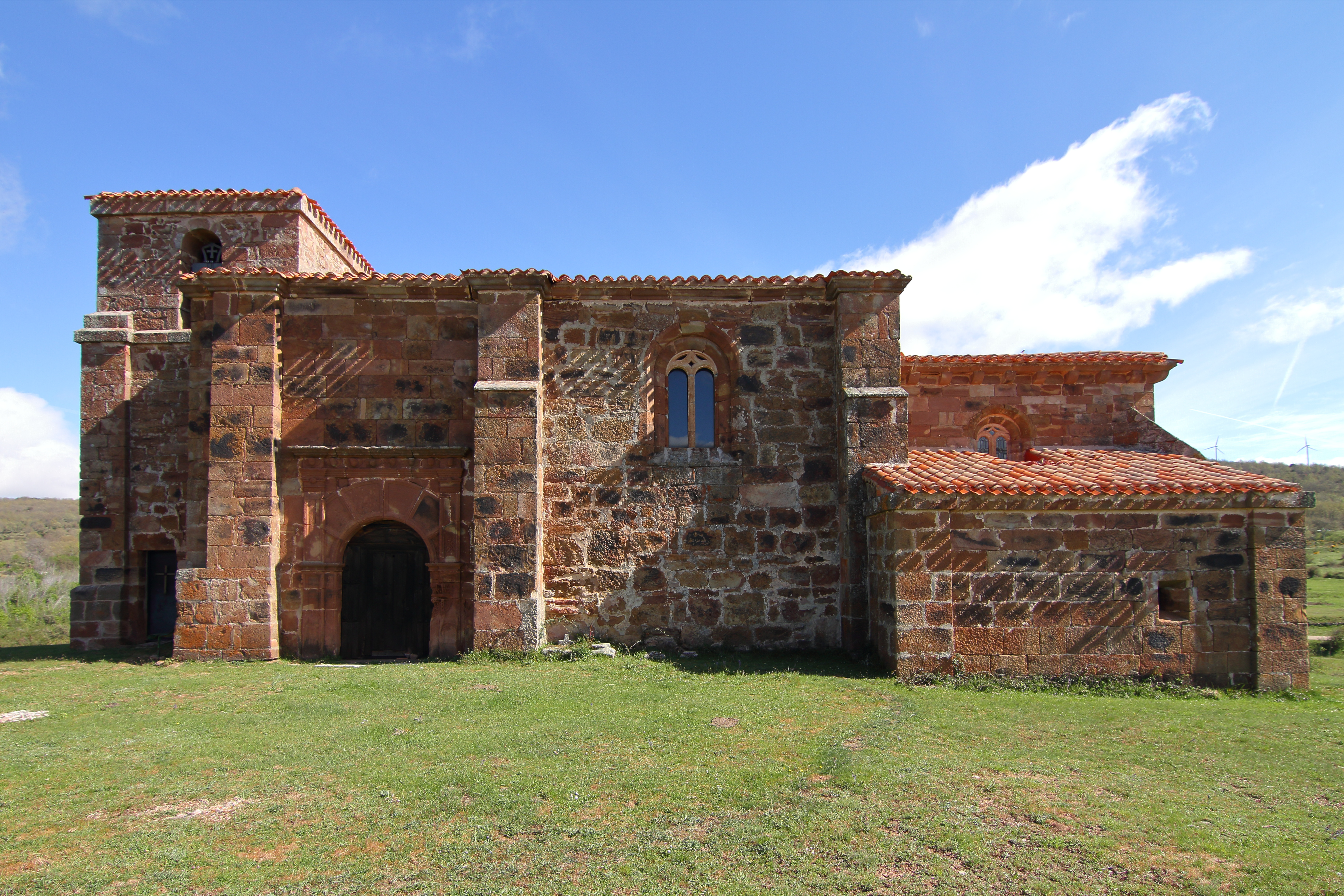
Iglesia de la Asunción

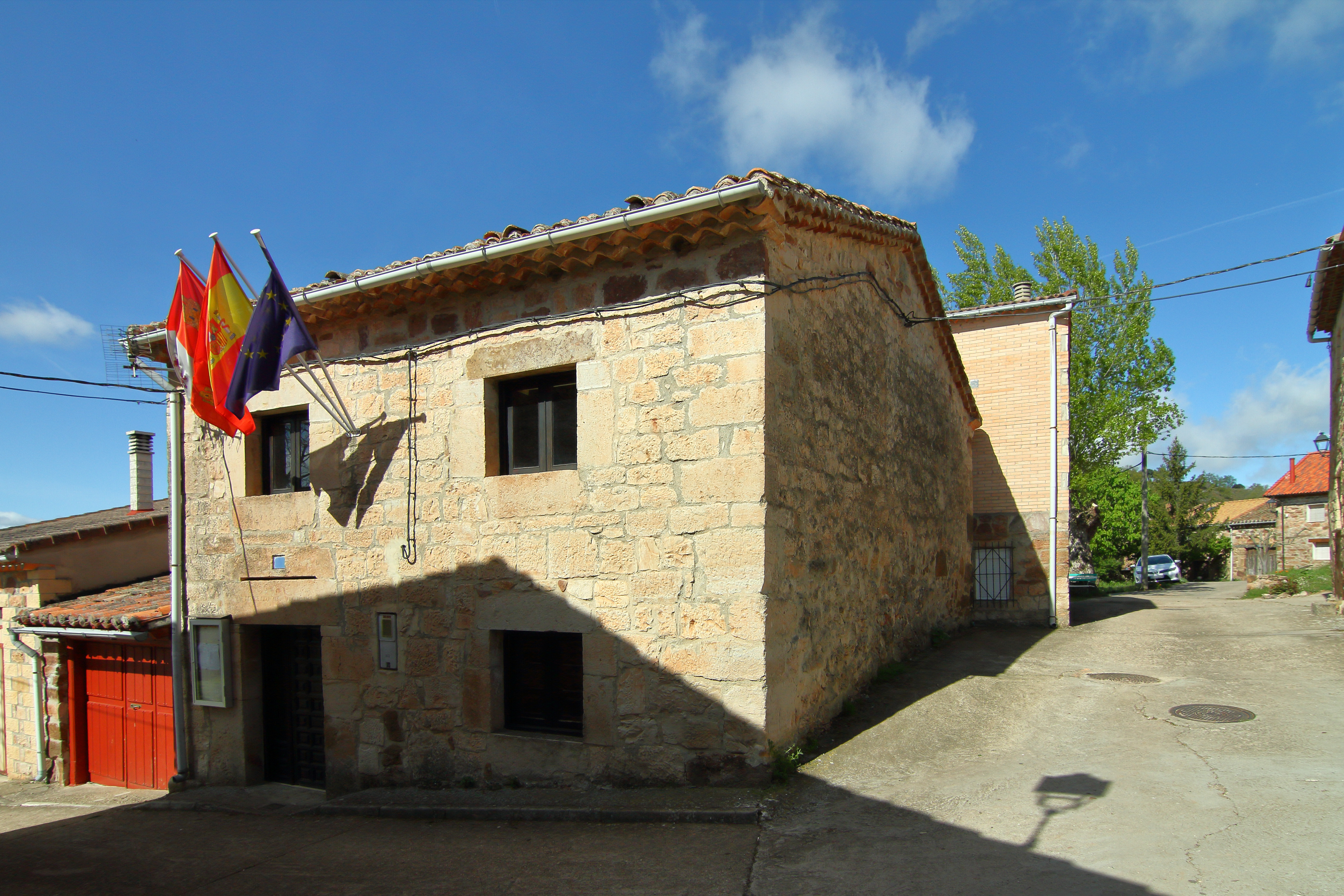
Casa consistorial

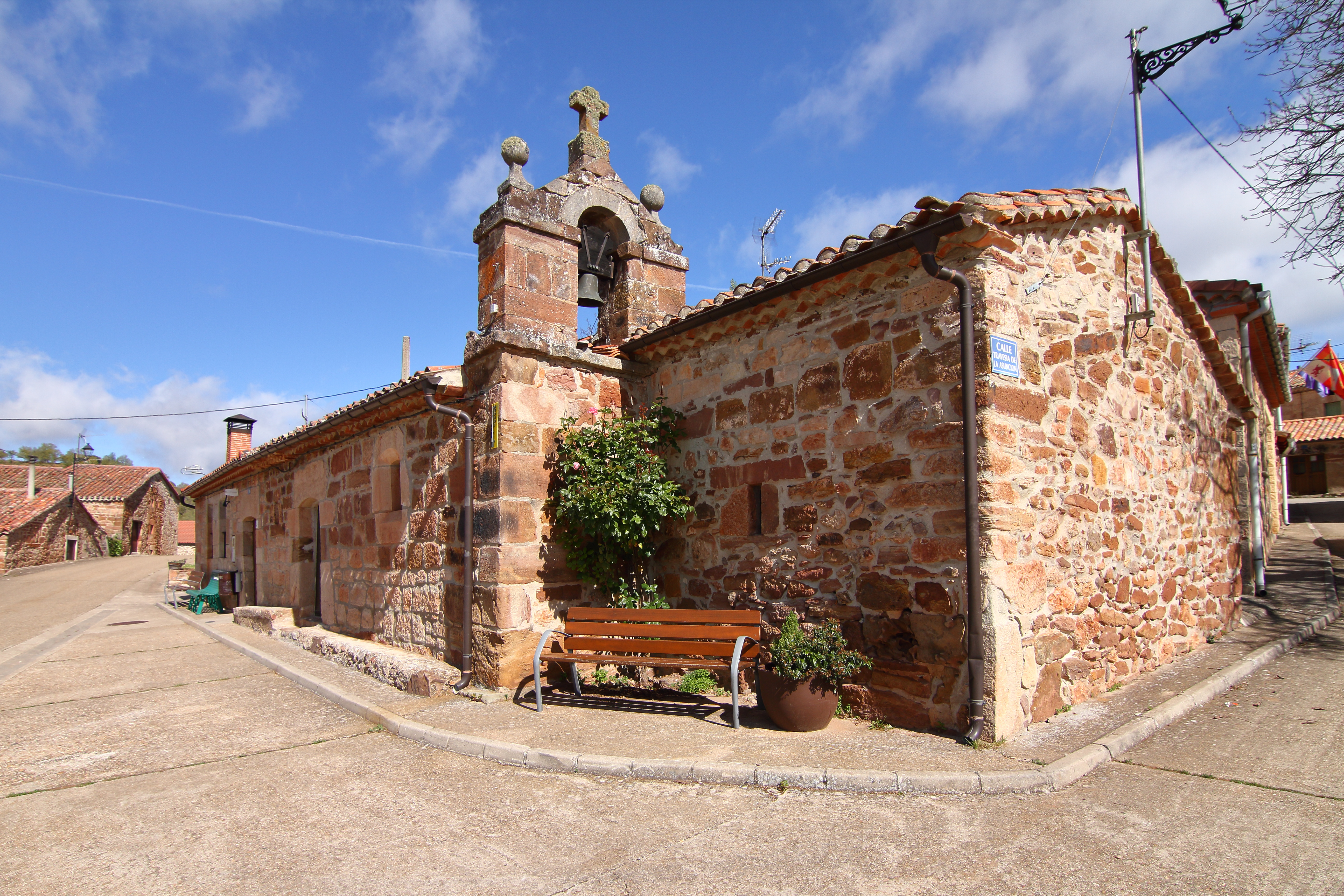
Ermita

Municipio de la provincia de Burgos (España). En el ayuntamiento de Villoruebo se concentran las poblaciones de Villoruebo, Mazueco de Lara y Quintanilla Cabrera.

## Demografía
Villoruebo cuenta con una población de 63 habitantes (INE 2024).
| Gráfica de evolución demográfica de Villoruebo entre 1857 y 2021 |
| |
| Población de derecho según los censos de población del INE. Población de hecho según los censos de población del INE.En este censo se denominaba Villoruevo: 1857. Entre el censo de 1857 y el anterior, aparece este municipio porque se segrega del municipio Jurisdicción de Lara. |

## Fiestas
- Fiestas patronales: 15 y 16 de agosto – Santo Patrón: San Roque.